# Coretta Scott King
 Der er for få eller ingen kildehenvisninger i denne artikel, hvilket er et problem. Du kan hjælpe ved at angive troværdige kilder til de påstande, som fremføres i artiklen.

Coretta Scott King (27. april 1927 i Marion, Alabama, USA – 30. januar 2006 i Playas de Rosarito, Mexico) var en amerikansk menneskerettighedsforkæmper, forfatter og musiker, som var gift med Martin Luther King, Jr..
Hun modtog i 2004 medaljen Kongressens guldmedalje for sit arbejde. Dette er den højeste udmærkelse kongressen i USA uddeler til enkeltpersoner. Medaljen blev tildelt hende sammen med sin afdøde mand. 

## Privatliv
Coretta Scott og Martin Luther King, Jr. blev gift den 18 juni 1953, ceremonien blev udført af Martin Jr.'s far, Martin Luther King, Sr.
Sammen fik de fire børn, der alle senere gik i deres forældres fodspor som borgerrettighedsaktivister.
- Yolanda Denise King (17. november 1955 - 15. maj 2007)
- Martin Luther King III (23. oktober, 1957 i Montgomery, Alabama)
- Dexter Scott King (30. januar 1961 i Atlanta, Georgia)
- Bernice Albertine King (28. marts 1963 i Atlanta, Georgia)